# Danziger Privat-Actien-Bank

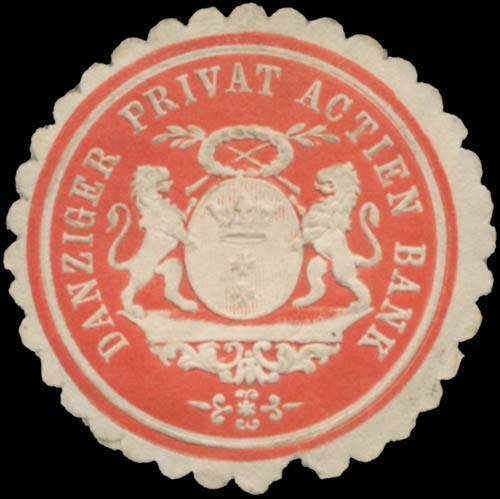
Siegelmarke der Danziger Privat-Actien-Bank

Die Danziger Privat-Actien-Bank war eine Privatnotenbank mit Sitz in Danzig.
Die Danziger Privat-Actien-Bank wurde 1856 gegründet und vom Staat Preußen mit dem Notenbankprivileg ausgestattet. Auf dieses Privileg verzichtete die Bank im Jahre 1890 nach Einrichtung der Reichsbank. Zwischen 1900 und 1911 erfolgte eine bedeutende Erweiterung des Geschäftsumfangs  und die Gründung von Filialen in Stolp, Graudenz, Köslin, Belgard, Rügenwalde, Marienburg (Ostpreußen), Lauenburg, Zoppot, Langfuhr, Preußisch Stargard, Elbing und Neufahrwasser. Im Jahr 1910 wurde das Bankhaus Goldschmidt & Kuttner in Posen übernommen und als eine eigene Filiale fortgeführt.
Ein weiterer Expansionsschritt war die Eröffnung weiterer Filialen in Bromberg, Gotenhafen und Thorn in den Jahren 1939 und 1940 verbunden mit der Umfirmierung in „Ostdeutsche Privatbank AG“. Die Danziger Privat-Actien-Bank war an der Börse in Berlin und Danzig notiert. Im Jahr 1940 wurde die Bank von der Bank der Deutschen Arbeit AG in Berlin übernommen. Nach dem Krieg setzte sich deren Geschichte in der Bank für Gemeinwirtschaft fort.

## Personen
- Gustav Fuchs, Mitglied des Verwaltungsrates
- Ernst Plagemann, Mitglied des Verwaltungsrates
- Friedrich Heinrich Schottler, Direktor vor 1886